# Cambios internos

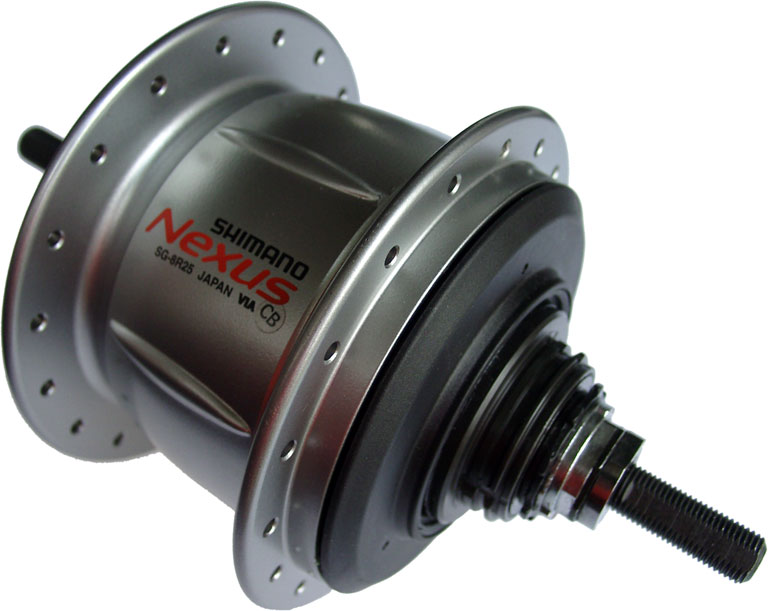
Cambio interno de 8 velocidades Shimano

Un cambio interno, cambio de buje o cambios internos de buje (CIB) de bicicleta es un sistema análogo al cambio de bicicletas externo, pero usando engranajes como en una caja de cambios de moto o coche.
El cambio interno se encuentra dentro del buje de la rueda trasera y vienen de 2, 3, 5, 7, 8 y hasta 14 marchas.
Los cambios internos se utilizan sobre todo en las bicicletas domésticas y diversos tipos de bicicleta de ruedas pequeñas, como las bicicletas plegables. Los cambios internos funcionan por engranajes planetarios, lo que significa que la parte exterior de la unidad del buje (que se adjunta a los radios) haga que cambie de velocidad con respecto al piñón de la rueda trasera, dependiendo de que marcha se seleccione. 

## Historia

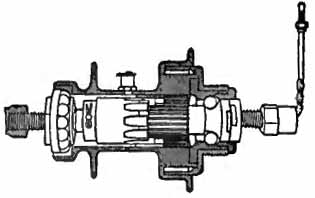
Diagrama de un cambio interno de buje de 2 velocidades de 1911

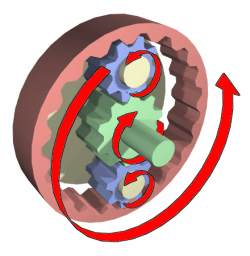
En este mecanismo de engranaje epicicloidal simple, el eje interior (verde) transmite el movimiento de entrada de los dos "engranajes planetarios" (azul), los cuales giran libremente sobre la corona fija (amarillo), la cual gira libremente sobre el anillo exterior (en rojo).

En 1896 William Reilly de Salford, Reino Unido patentó un buje de 2 velocidades que entró en producción en 1898 como «The Hub». Fue un gran éxito, permaneciendo en la producción durante una década. Rápidamente se estableció la viabilidad de los engranajes epicicloidales compactos para bicicletas.

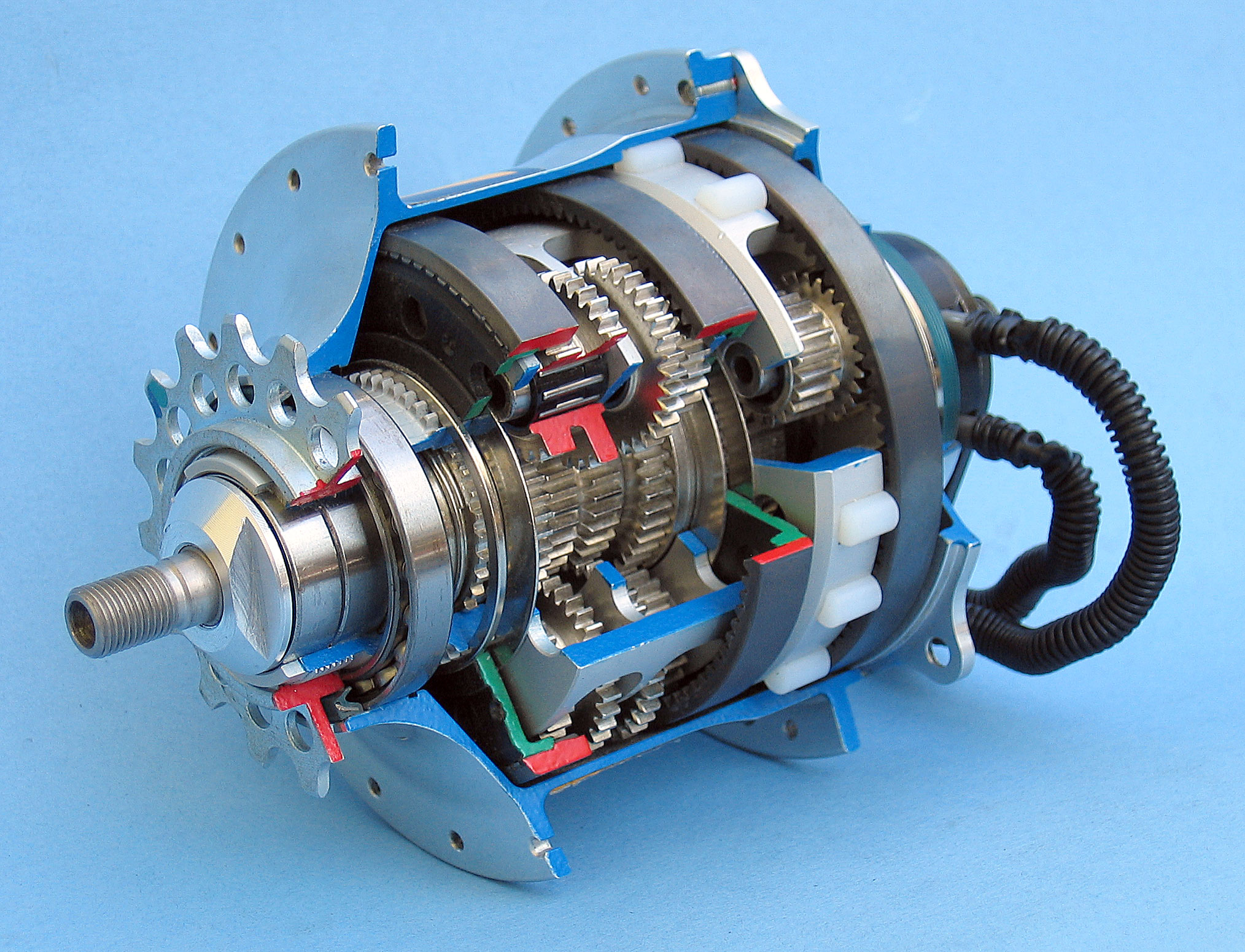
Diagrama de un engranaje planetario en un Rohloff con 14 velocidades (Speedhub 500/14)

En los Estados Unidos y a menor escala en el Reino Unido, los cambios internos son menos comunes que los cambios tipo desviador, el sistema de engranajes dominante en las bicicletas más modernas en estos países. Sin embargo, en la mayoría de la Europa Continental, sistemas de cambios internos son más populares. Por ejemplo, Vélib' y Bicing, los programas públicos de alquiler o de préstamo de bicicletas en París y Barcelona, las bicicletas de uso son de cambios internos de 3 velocidades. 

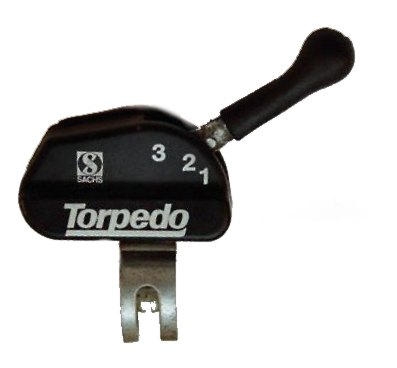
Palanca de cambio de Fichtel & Sachs

A diferencia de cambios tipo desviador, donde los engranajes y mecanismos están expuestos a la intemperie, los engranajes y lubricantes están sellados en el eje de la rueda trasera de la bicicleta. Los engranajes se cambian por un cable que es tensado o aflojado por una palanca de cambio de pulgar o por un desviador de puño tipo twist grip. 
Además, cambios internos por lo general han estado volviendo en los últimos años – con el lanzamiento de siete y ocho velocidadades de Sturmey-Archer y Shimano y el de 14 velocidades de Rohloff fabricada en Kassel, Alemania. Podría decirse que uno de los mejores cambios internos tiene que ser el Sturmey Archer AW de tres velocidades que se hizo casi sin cambios durante sesenta años y todavía está en producción, si bien, en forma modificada.

## Técnico

### Los cambios internos de buje se dividen en tres tipos básicos
1) Los «bujes con cambios y freno tipo contrapedal» (en donde el sistema de cambios, así como el de freno de pedal, están integrados en el buje),
2) los «bujes con freno de tambor» (en donde el sistema de cambios, así como el de freno manual, están integrados en el buje),
3) y los «bujes sin freno y piñones libres» (en donde solamente el sistema de cambios está integrado en el buje),
todos ellos con las mismas características y aplicaciones físicas y técnicas básicas. 

## Ventajas e inconvenientes

### Ventajas
- Permite cambiar sin pedalear, hecho interesante para el ciclismo urbano, con múltiples paradas en los semáforos. En los cambios tipo desviador externo la cadena de la bicicleta debe estar en movimiento para hacer los cambios.
- Menos averías y mantenimiento. Suele ser un sistema sellado contra el barro, el polvo, la arena o el agua; debido a que el mecanismo está sellado en el buje y bañado en lubricante no esté expuesto a la suciedad o el clima. En consecuencia, los cambios de buje necesitan menos mantenimiento que los cambios tipo desviador externo, y son más fiables, que lo hace conveniente para las bicicletas urbanas.
- Larga vida también a la cadena, que trabaja siempre en línea, a diferencia de los cambios externos donde es arrastrada, arriba y abajo, a través de las diferentes coronas.
- Ya que la cadena no se mueve hacia los lados, puede ser cubierto con un cubrecadenas, o incluso completamente cerrado, protegiendo la ropa del ciclista de la grasa y daños, útil para el ciclismo doméstico. Una cadena protegida mantendrá la lubricación limpia y dura mucho más que si estuviera expuesta.
- Los cambios de buje internos no son susceptibles a daños por impacto en el uso o cuando se transporta la bicicleta.
- El cambio es más suave que en los cambios de velocidades tipo desviador trasero.
- Los radios de la rueda trasera son simétricas en ambos lados de la bicicleta. Radios simétricos de forma más equitativa distribuyen la carga en la rueda trasera y son una ventaja para altas cargas en bicicletas domésticas así como en las bicicletas de turismo.
- Las velocidades son efectivas y no se duplican, contrario a los cambios tipo desviador externo con más de un plato. Presenta un incremento gradual y regular de una velocidad a la siguiente.
- Es más fácil de incluir en un cuadro no preparado.

### Inconvenientes
- El peso suele aumentar unos cientos de gramos.
- Desplaza el centro de gravedad hacia la rueda trasera cosa que puede ser indeseable.
- Son complejos y prácticamente imposibles de reparar para el ciclista común. Sin embargo, los fallos, generalmente, dan un tiempo de advertencia más que suficiente, y los cambios de buje son mucho menos propensos a la rotura de la cadena y el colapso repentino de la rueda que puede afectar a los cambios externo tipo desviador. La disponibilidad de piezas es generalmente buena y la reparación a menudo una opción atractiva.
- Suelen ser mucho más caros y disponer de menos velocidades, aunque mejor aprovechadas porque el cambio externo tiene marchas casi repetidas y no se pueden usar todas la combinaciones de plato piñón para evitar un cruce de cadena excesivo.
- Aumenta la masa no suspendida y entorpece un poco la suspensión.
- Dificulta un poco cambiar la rueda trasera.
- El cuadro puede requerir alguna adaptación o tener unas características poco comunes. Ejemplos: adaptador para que el cambio trasero no gire[2] o un ISCG para el cambio en el pedalier HammerSchmidt[3][4] de truvativ

## Modelos

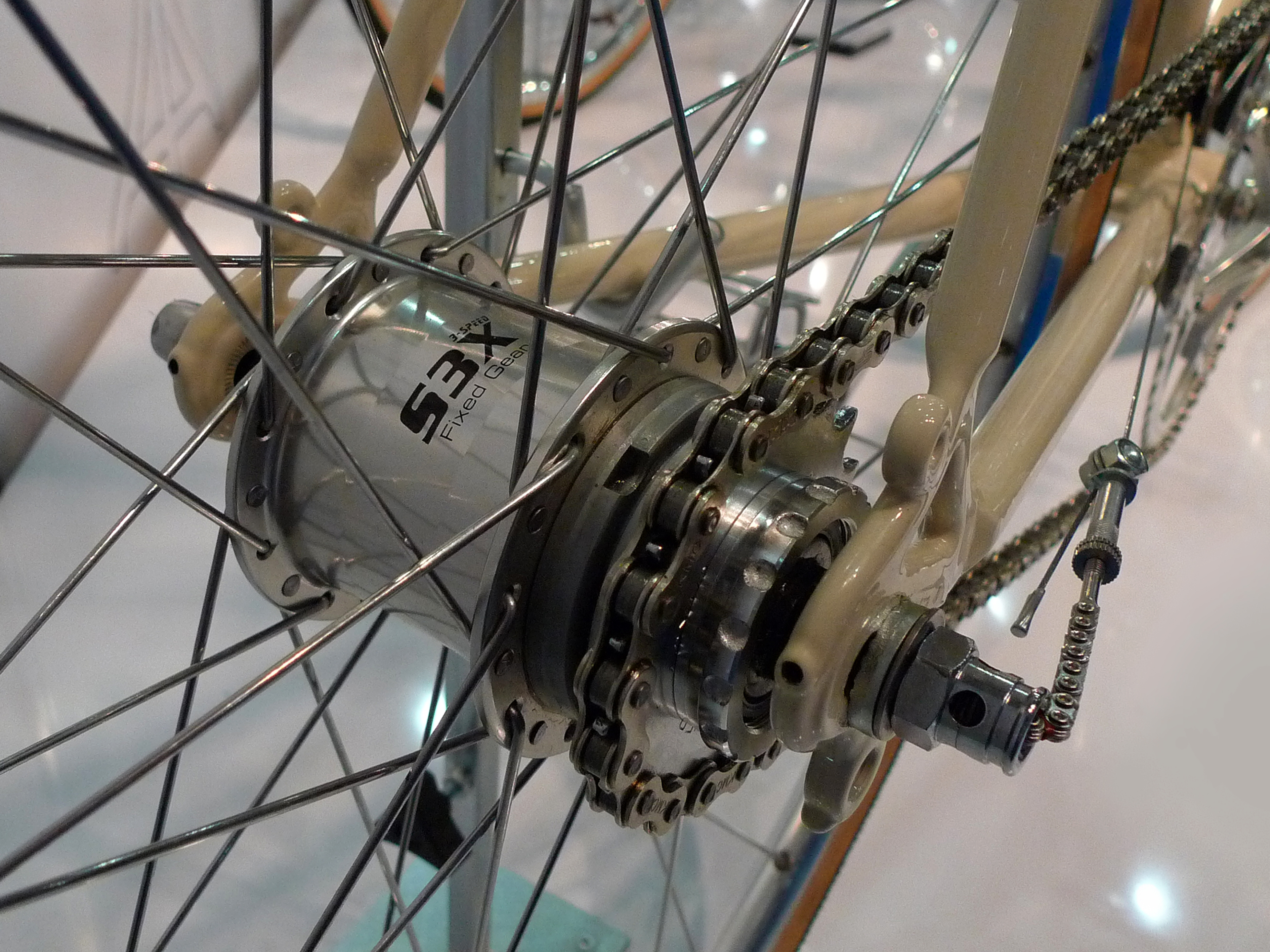
Cambio interno de 3 velocidades con piñón fijo Sturmey-Archer

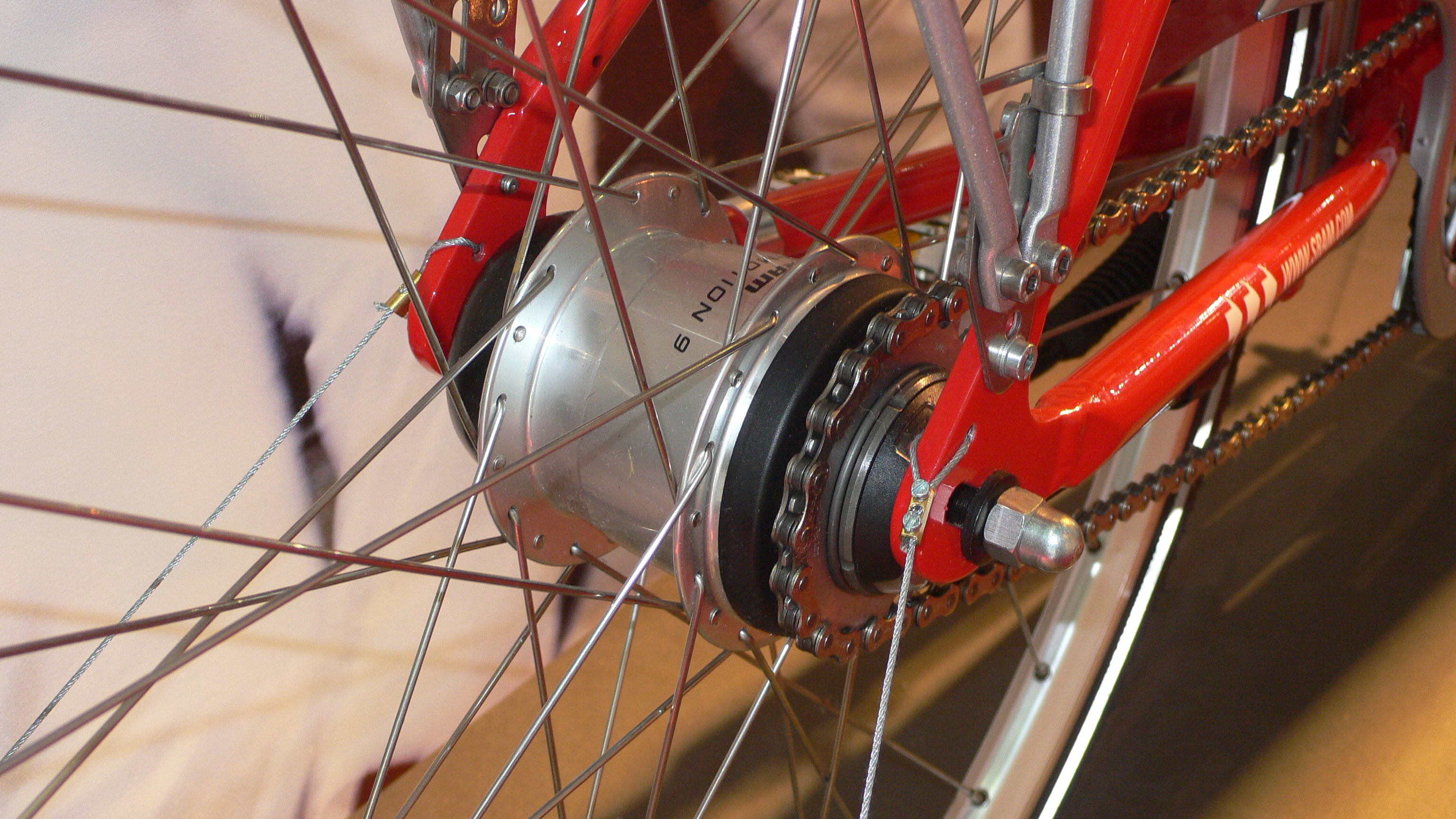
SRAM i-MOTION 9 con freno contrapedal

Algunos modelos disponibles actualmente y en el pasado:
Shimano
- NEXUS - 3 velocidades
- NEXUS - 7 velocidades
- NEXUS - 8 velocidades
- ALFINE (8 velocidades)
- ALFINE (11 velocidades)

SRAM
- T3
- P5
- P5 Cargo
- S7
- i-MOTION 3
- i-MOTION 9

Sturmey-Archer
- 2 velocidades Duomatic
- 3 velocidades Piñón Fijo
- 3 velocidades
- 5 velocidades
- 8 velocidades

Rohloff
- Speedhub 500/14 (14 velocidades)

Fichtel & Sachs
- Torpedo DUOMATIC (2 velocidades)
- Torpedo AUTOMATIC (2 velocidades)